# 辛福坦
辛福坦（？—），中华人民共和国政治人物、外交官。
1992年，接替丁原洪，担任中华人民共和国驻瑞士大使。1996年，由周子忠接任。